# Anneliese Bauer
Anneliese Bauer es una deportista de la RDA que compitió en piragüismo en la modalidad de eslalon. Ganó tres medallas en el Campeonato Mundial de Piragüismo en Eslalon entre los años 1959 y 1963.

## Palmarés internacional
| Campeonato Mundial | Campeonato Mundial | Campeonato Mundial | Campeonato Mundial |
| Año                | Lugar              | Medalla            | Competición        |
| ------------------ | ------------------ | ------------------ | ------------------ |
| 1959               | Ginebra (Suiza)    | Medalla de plata   | F1 individual      |
| 1961               | Hainsberg (RDA)    | Medalla de plata   | F1 individual      |
| 1963               | Spittal (Austria)  | Medalla de oro     | F1 por equipos     |